# Montauer spitz
Montauer spitz är en udde innanför Weichsels och Nogats sammanflöde i nuvarande Polen.
På Montauer spitz anlade Gustav II Adolf i september 1626 ett stjärnverk och slog där en bro över Weichsel. Befästningen utvidgades och förstärktes 1627 och 1628, men skadades 1629 av högvatten. Den hann dock repareras, så att anfall i juli av de kejserliga kunde tillbakavisas. Efter stilleståndet fick befästningen förfalla, men Gustaf Otto Stenbock lät från 1655–1657 genom ingenjör A. Loffman iståndsätta densamma. I augusti 1659 utrymdes och raserades befästningen av svenskarna.